# Lenny Martinez
Lenny Martinez (Cannes, 11 luglio 2003) è un ciclista su strada francese che corre per il team Bahrain Victorious.
Scalatore, professionista dal 2023, è figlio del campione olimpico di MTB Miguel Martinez e nipote di Mariano Martínez, di Martin Martínez, cugino di Yannick Martinez e di Raphaël Martinez. Nel 2024 ha vinto il Trofeo Laigueglia.

## Carriera
Tra gli Juniores conquista nel 2021 il Giro della Lunigiana. In forza all'Équipe Continentale Groupama-FDJ da inizio 2022, in stagione si fa notare tra gli Under-23 piazzandosi terzo al Giro d'Italia U23 e aggiudicandosi il Giro della Valle d'Aosta a tappe e due frazioni al Ronde de l'Isard.
Ingaggiato per il 2023 dal team Groupama-FDJ, fa il suo esordio tra i professionisti al Mont Ventoux Dénivelé Challenges, riuscendo a vincere la corsa (nelle gare di un giorno solo Roger De Vlaeminck era riuscito a vincere all'esordio, nel 1969). Sempre nel 2023 partecipa al suo primo grande giro, la Vuelta a España, dove ottiene un secondo e un quinto posto di tappa, classificandosi poi al ventiquattresimo posto; nella competizione è inoltre il più giovane ad indossare la maglia rossa di leader, nonché il più giovane a indossare la maglia di leader di un grande giro di sempre, a 20 anni e 51 giorni.
Apre la stagione 2024 con la vittoria nella Classic Var; vince quindi il Trofeo Laigueglia, staccando Andrea Vendrame di 29 secondi nel finale, dopo essere stato protagonista di una fuga di 10 km, e si piazza ottavo allo Strade Bianche. È quindi settimo e miglior giovane al Giro di Catalogna. Il 12 aprile vince la Classic Grand Besançon Doubs dopo essere caduto ai piedi della Côte de la Malate, a tre chilometri dall'arrivo, e due giorni dopo conquista il Tour du Doubs davanti a Clément Berthet; a fine maggio fa invece suo il Mercan'Tour Classic Alpes-Maritimes, mentre in luglio corre il suo primo Tour de France, portandolo a conclusione.
Nel 2025 passa a vestire la maglia del team Bahrain Victorious.

## Palmarès
- 2021 (Juniores)

3ª tappa Ain Bugey Valromey Tour (Anglefort > Culoz)
3ª tappa Giro della Lunigiana (Fivizzano > Fivizzano)
Classifica generale Giro della Lunigiana
- 2022 (Equipe Continentale Groupama-FDJ, tre vittorie)

Classifica generale Giro della Valle d'Aosta
4ª tappa Ronde de l'Isard (Saint-Aventin > Guzet Neige)
6ª tappa Ronde de l'Isard (Laroque-d'Olmes > Saint-Girons)
- 2023 (Groupama-FDJ, una vittoria)

Mont Ventoux Dénivelé Challenges
- 2024 (Groupama-FDJ, cinque vittorie)

Classic Var
Trofeo Laigueglia
Classic Grand Besançon Doubs
Tour du Doubs
Mercan'Tour Classic Alpes-Maritimes
- 2025 (Bahrain Victorious, tre vittorie)

5ª tappa Parigi-Nizza (Saint-Just-en-Chevalet > La Côte-Saint-André)
4ª tappa Giro di Romandia (Sion > Vex)
8ª tappa Giro del Delfinato (Val-d'Arc > Val-Cenis - Plateau du Mont-Cenis)

### Altri successi
- 2022 (Équipe Continentale Groupama-FDJ)

Classifica scalatori Giro d'Italia Giovani Under 23
Classifica giovani Giro d'Italia Giovani Under 23
Classifica giovani Giro della Valle d'Aosta
Classifica scalatori Ronde de l'Isard
- 2024 (Groupama-FDJ)

Classifica giovani Gran Camiño
Classifica giovani Volta Ciclista a Catalunya
- 2025 (Bahrain Victorious)

Classifica giovani Tour des Alpes-Maritimes
Classifica giovani Giro di Romandia

## Piazzamenti

### Grandi Giri
- Tour de France

2024: 124º
2025: 79º
- Vuelta a España

2023: 24º

### Classiche monumento
- Liegi-Bastogne-Liegi

2024: ritirato

### Competizioni continentali
- Campionati europei

Trento 2021 - In linea Juniores: 3º